# نوبویوشی آراکیدا
نوبویوشی آراکیدا (به انگلیسی: Nobuyoshi Arakida) زاده ۲۶ مارس ۱۹۸۸، کشتی گیر ژاپنی است. از افتخارات این کشتی گیر می توان به کسب مدال برنز بازی‌های آسیایی ۲۰۱۴ اشاره کرد. 